# Nittsjö, Sätra och Backa
Nittsjö, Sätra och Backa – miejscowość (tätort) w Szwecji, w regionie administracyjnym (län) Dalarna, w gminie Rättvik.
Według danych Szwedzkiego Urzędu Statystycznego liczba ludności wyniosła: 575 (31 grudnia 2015), 626 (31 grudnia 2018) i 619 (31 grudnia 2019).